# Fritidsledare
Fritidsledare är ofta verksamma på fritidsgårdar, i förening/organisation, församling eller skola/fritidshem (jmf eng "Youth Work" ).Tvåårig fritidsledarutbildning finns i Sverige på folkhögskola.
Att arbeta som fritidsledare kan vara att jobba med människor i olika åldrar. Många arbetar i den kommunala fritidsverksamheten, inom öppen verksamhet, men även inom organisationer som Svenska kyrkan samt inom omsorg och skola finns det fritidsledare. Den öppna verksamheten finns mest på fritidsgårdar men kan även förekomma inom andra verksamheter. Arbetsuppgifterna är väldigt varierande allt från att fungera som en närvarande vuxen, ett stöd i vuxenblivandet, uppmana och stötta ungdomar till att starta olika projekt, vara en ventil och vägledare i samhället. Övriga områden som fritidsledare kan arbeta med, främst när det gäller ungdomar, är att stärka deras självbild, att stärka deras självförtroende och självkänsla genom diverse genomtänkta metoder.